# Satz von Griffiths

Satz von Griffiths: Jeder rote Kreis ist ein Fußpunktkreis eines blauen Punktes auf der Geraden g. O bezeichnet den Umkreismittelpunkt O und G den Griffiths-Punkt

Der Satz von Griffiths, benannt nach dem britischen Mathematiker  John Griffiths (1837–1916), ist eine Aussage aus der Elementargeometrie. Sie besagt, dass die Fußpunktkreise aller Punkte, die auf einer gemeinsamen Geraden durch den Umkreismittelpunkt des zugehörigen Dreiecks liegen, sich in einem gemeinsamen Punkt schneiden. Dieser durch ein Dreieck und eine Gerade durch dessen Umkreismittelpunkt bestimmte Punkt wird auch als Griffiths-Punkt bezeichnet und liegt zudem auch auf dem Feuerbachkreis des Dreiecks.